# Myhre-Syndrom
Das Myhre-Syndrom ist eine sehr seltene angeborene Erkrankung mit einer Kombination von Minderwuchs, muskulärem Körperbau, Bewegungseinschränkung, Hörverlust und geistiger Retardierung.
Synonyme sind: LAPS-Syndrom (Akronym für Laryngotrachealstenose, Arthropathie, Prognathie und  Short stature = Kleinwuchs) sowie Growth-mental Deficiency Syndrome of Myhre.
Die Bezeichnung bezieht sich auf die Erstautorin Selma A. Myhre der Beschreibung von 1981.
Das Syndrom ist nicht zu verwechseln mit dem Ruvalcaba-Myhre-Smith-Syndrom.

## Verbreitung
Die Häufigkeit wird mit unter 1 zu 1.000.000 angegeben, bislang sind elf sporadische Fälle, alle männlich, beschrieben. Die Vererbung erfolgt autosomal-dominant und steht mit dem Alter des Vaters in direktem Verhältnis. Eine X-chromosomale Vererbung ist auch möglich.

## Ursache
Der Erkrankung liegen heterozygote Neu-Mutationen im SMAD4-Gen auf Chromosom 18 am Genort q21.2 zugrunde, das für das SMAD-Protein kodiert.

## Klinische Erscheinungen
Klinische Kriterien sind:
- auffällig muskulöse Figur
- Minderwuchs
- Verminderte Beweglichkeit der Gelenke
- Brachydaktylie
- gemischter Hörverlust
- unterschiedlich ausgeprägte geistige Retardierung

Zusätzlich finden sich Gesichts-Dysmorphien wie kurze Lidspalten, kurzes Philtrum, dünne Lippen, hypoplastische Maxilla oder Progenie.

## Differentialdiagnose
Abzugrenzen ist die Akromikrische Dysplasie.